# Angelo Spagnulo
Angelo Spagnulo (Grottaglie, 12 settembre 1980 – Monteiasi, settembre 2005) è stato un militare italiano, Carabiniere insignito di Medaglia d'oro al valor civile (alla memoria).